# Helmparelhoen

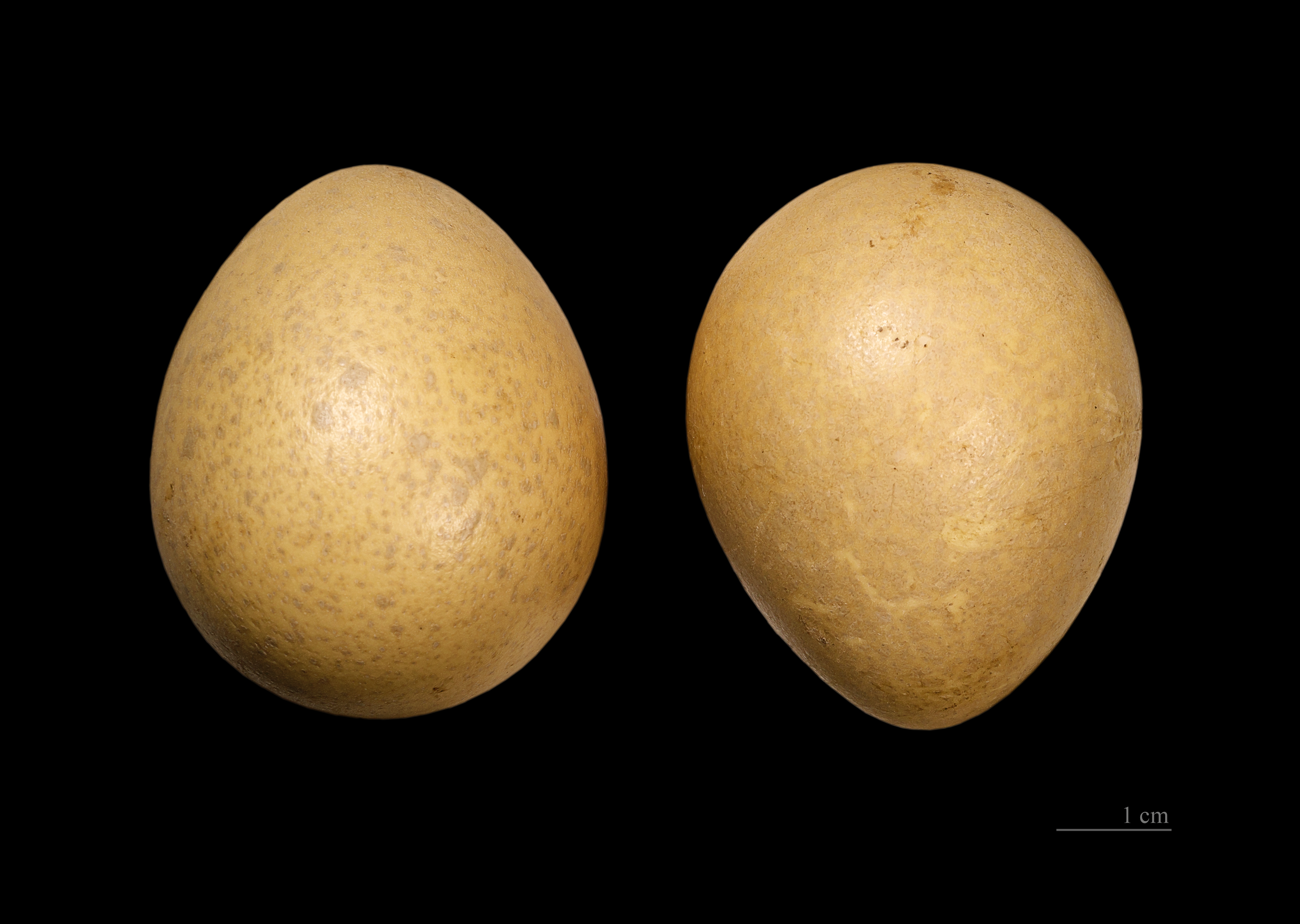
Eieren

Het helmparelhoen (Numida meleagris) is een snelle loopvogel uit de familie van de parelhoenders (Numididae). Hij leeft vooral op de Afrikaanse savannen ten zuiden van de Sahara. Deze gebieden bestaan uit warme, droge en open vlaktes met enkele bomen en struiken.

## Uiterlijk
Het helmparelhoen is een grote vogel met een rond lichaam en een kleine kop. De grootte varieert van 53 tot 58 centimeter en zijn gewicht is gemiddeld 1,3 kilogram. Zijn naam heeft het helmparelhoen ten eerste te danken aan de witte stippen op het verenkleed, die doen denken aan parels. Daarnaast heeft hij op zijn kop een benige en blauwgekleurde knobbel die aan een helm doet denken.

## Voedsel
Het helmparelhoen is een alleseter. Net als kippen zoeken helmparelhoenders hun eten door met hun sterke klauwen de grond om te wroeten. Ze eten vooral zaden, fruit, slakken, spinnen, wormen, maar ook kikkers, hagedissen, kleine slangen, kleine zoogdieren en teken.

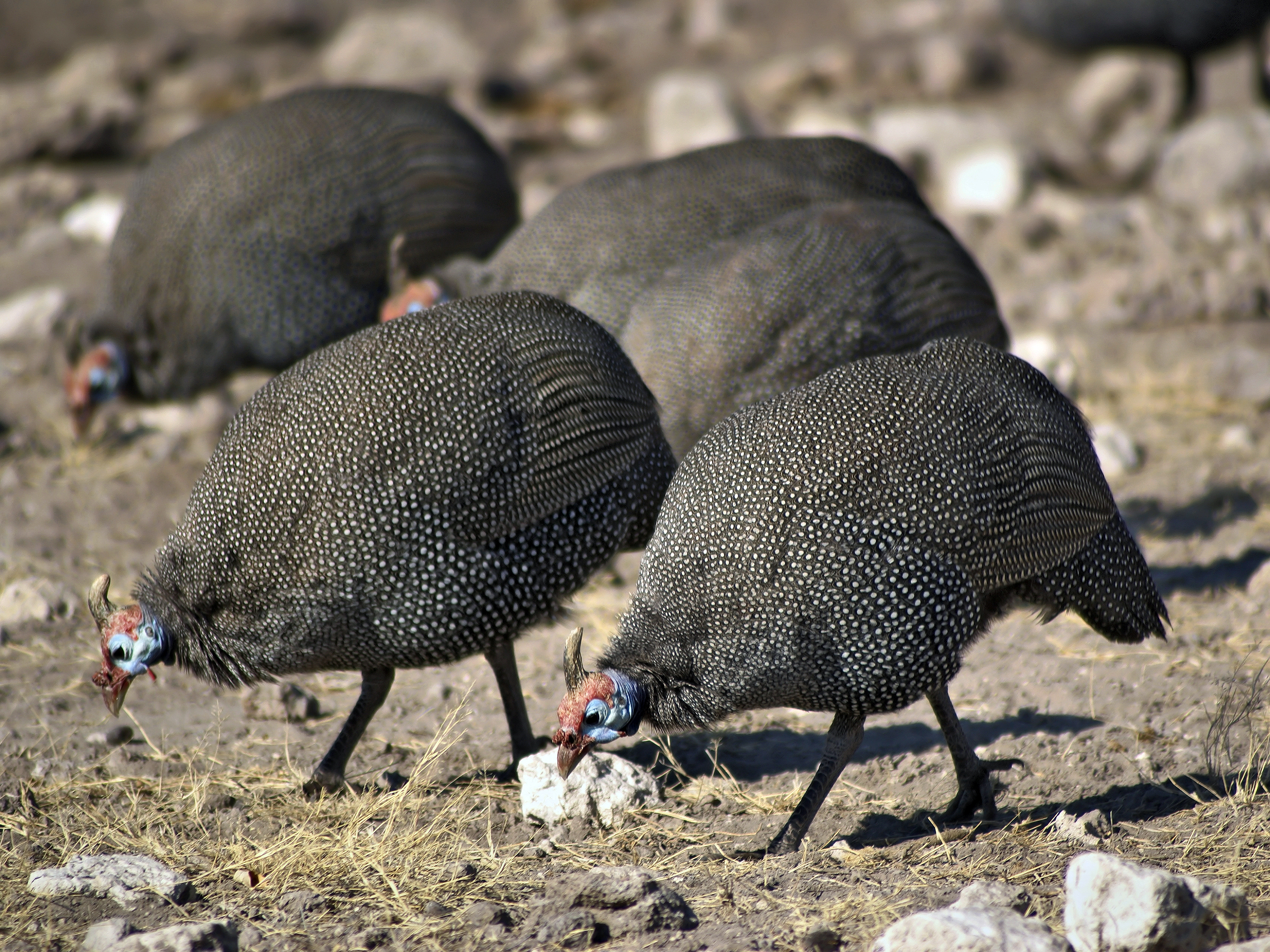
Helmparelhoenders in Namibië

## Voortplanting
Het broeden van eieren doet het helmparelhoen meestal in of na het regenseizoen. De legsels bestaan gemiddeld uit 20 tot 30 eieren. De hen legt haar eieren in een goed bedekte holte en daar broedt ze de eieren in 26 tot 28 dagen uit. De kuikens hebben een schutkleur en hun vleugels groeien snel. Na een week zijn ze al in staat zich al fladderend snel te verplaatsen. De soort wordt in het wild maximaal 12 jaar oud.
Eind negentiende eeuw werd de soort in het wild uitgezet in Duitsland en Hongarije, maar hield daar geen stand.
In Nederland wordt het helmparelhoen met regelmaat verwilderd aangetroffen; voortplanting is daarbij niet vastgesteld.

## Gedrag
Het hoen leeft in groepen van ongeveer 25 dieren, maar in het paarseizoen trekken ze op in paren. De vogel kan vliegen maar is veel meer een loper, hij kan zo op een dag een afstand van 10 kilometer afleggen.

## Gebruik door de mens
Helmparelhoenders worden in veel landen gehouden, vooral voor het vlees maar ook voor eieren. Ze zijn in Europa een veel voorkomend onderdeel van de levende have van kinderboerderijen en kleine dierentuinen.
In België staat het hoen vooral in de kerstperiode op het menu. Voorbeelden van recepten zijn: 'gestoomde parelhoen met groene saus', 'parelhoen met whisky' en 'parelhoen met champignons en glühwein'.

## Verspreiding en leefgebied
De soort telt negen ondersoorten:
- N. m. sabyi: noordwestelijk Marokko.
- N. m. galeatus: van westelijk Afrika tot zuidelijk Tsjaad en noordelijk Angola.
- N. m. meleagris: van oostelijk Tsjaad tot westelijk Ethiopië, noordelijk Kenia, Oeganda en noordelijk Congo-Kinshasa.
- N. m. somaliensis: noordoostelijk Ethiopië en Somalië.
- N. m. reichenowi: van Kenia tot centraal Tanzania.
- N. m. mitratus: van Tanzania tot Mozambique, Zambia en Botswana.
- N. m. marungensis: van zuidelijk Congo-Kinshasa tot westelijk Angola en Zambia.
- N. m. papillosus: Botswana en Namibië.
- N. m. coronatus: oostelijk Zuid-Afrika.

Grootpoothoenders · Sjakohoenders en hokko's · Fazantachtigen · Odontophoridae · Parelhoenders